# Podbrdy
Podbrdy är en ort i Tjeckien.   Den ligger i regionen Mellersta Böhmen, i den centrala delen av landet, 30 km sydväst om huvudstaden Prag. Podbrdy ligger 348 meter över havet och antalet invånare är 162.
Terrängen runt Podbrdy är kuperad åt sydost, men åt nordväst är den platt. Runt Podbrdy är det ganska tätbefolkat, med 100 invånare per kvadratkilometer. Närmaste större samhälle är Beroun, 11,9 km norr om Podbrdy. Trakten runt Podbrdy består till största delen av jordbruksmark.